# Autarchisme
Cet article possède un paronyme, voir Autarcie.
L'autarchisme (mot conçu à partir de termes grecs signifiant « gouvernement de soi-même ») est une philosophie politique fondée sur la liberté individuelle, qui rejette toute forme obligatoire de gouvernement et prône l'élimination du gouvernement en faveur du règne personnel de chacun sur soi-même, et de personne d'autre. 
Les partisans de cette philosophie se nomment autarchistes et l'état d'une civilisation où chacun règne uniquement sur lui-même est une autarchie.

## Autarchistes
Au début du vingtième siècle, les éditions Berger-Levrault publient une série de volumes du contre-amiral Reveillière dans la collection « Autarchie » : Pensées d'un libre croyant, Autarchie religieuse, Tutelle et Autarchie, etc.). 
Robert LeFevre, le premier autarchiste autoproclamé, distinguait l'autarchisme de l'anarchisme par leurs positions économiques. Il considérait que celles de l'anarchisme impliquait des interventions incompatibles avec la liberté, contrairement à ses propres vues de laissez faire héritées de l'École autrichienne d'économie. Il situait l'origine de l'autarchie dans la philosophie du Stoïcisme professée par des philosophes comme Zénon, Épicure[Information douteuse] et Marc Aurèle, qu'il résumait par la formule « Maîtrise-toi ». En fusionnant ces influences il arrivait à la philosophie autarchiste: « Les Stoïciens fournissent le cadre moral ; les Épicuriens, la motivation ; les praxéologistes, la méthodologie. Je propose de nommer ce paquetage de systèmes idéologique autarchie, car l'autarchie signifie règne sur soi-même. »
Ralph Waldo Emerson est considéré comme autarchiste, bien qu'il ne l'ait pas revendiqué. Philip Jenkins disait que « Les idées Emersoniennes appuient sur la libération individuelle, l'autarchie, l'autosuffisance et l'auto-gouvernement, et s'opposaient vigoureusement au conformisme social ».